# Michał VIII Paleolog

Herb Paleologów w XV wieku

Michał VIII Paleolog (ur. 1224/1225, zm. 11 grudnia 1282) – cesarz Nicei od 1259, cesarz Bizancjum od 1261. Udało mu się odnowić Cesarstwo Bizantyńskie, od 1204 zajęte przez łacinników. Podczas swego panowania dążył do zbliżenia kościołów chrześcijańskich i skutecznie odpierał ataki na cesarstwo. Był protoplastą dynastii Paleologów, najdłużej panującej w jego historii.

## Pokrewieństwo
Przyszły cesarz pochodził z bizantyńskiego rodu Paleologów. Był synem Andronika Paleologa i Teodory. Jego dynastia była spokrewniona z niegdyś panującymi na tronie wschodniorzymskim Dukasami, Komnenami i Angelosami. Jego żona Teodora Watatzes była cioteczną wnuczką cesarza nicejskiego Jana III Watatzesa z panującego w Nicei rodu Laskarysów.

## Młodość
Michał spędził młodość w Nicei i Nikomedii. Słynął tam ze swoich zdolności dyplomatycznych, nieprzeciętnej inteligencji i intryganctwa. Był świadkiem walk Cesarstwa Nicejskiego z krzyżowcami. Mając 22 lata, poprowadził pierwszą kampanię wojenną w Macedonii. Przez Jana III Watatzesa i jego następcę, Teodora II Laskarysa, wielokrotnie był podejrzewany o spiskowanie. W 1252 Jan III Watatzes wymusił na nim w obecności patriarchy złożenie ślubowania, że nie będzie próbował sięgać po władzę. Mimo iż posiadał talent dowódczy i miał na koncie militarne sukcesy, Teodor II Laskarys w 1256 polecił go aresztować. Wówczas Michał zbiegł do Turków.

## Walka o tron
Paleolog schronił się wtedy w Sułtanacie Ikonium, gdzie na dworze w Ikonium zdobył zaufanie władcy. Za jego pośrednictwem miał zamiar wrócić do Nicei i walczyć o tron cesarski, jednak najazd Mongołów popsuł mu szyki. Michał walczył z Mongołami na czele oddziału złożonego z chrześcijańskich jeńców wojennych. Z czasem Teodor II wezwał Michała z powrotem do Nicei, ale potem znowu kazał go aresztować. Jakiś czas potem Michał został zwolniony z więzienia.
Okazja przejęcia władzy nadarzyła się dopiero po śmierci cesarza Teodora, którego syn, Jan IV, miał 7 lat i nie był w stanie objąć rządów w państwie. Michał z pomocą popleczników zawiązał spisek, w wyniku którego zamordowano Jerzego Muzalona – regenta wyznaczonego przez Teodora. Wtedy Michał zajął jego miejsce; obok drugiego regenta, którym był patriarcha Arseniusz. Stopniowo skupiał coraz więcej władzy i gromadził grono zwolenników.
Doprowadził do tego, że w czasie jednej z wypraw został obwołany cesarzem. Jako że w tym czasie prawowitym władcą był Jan IV Laskarys, Michał formalnie był uzurpatorem. Początkowo patriarcha Arseniusz nie chciał uznać władzy Michała. Jednak po odebraniu od niego przysięgi, że nie skrzywdzi młodego Jana IV i odda mu władzę, gdy ten dojdzie do pełnoletniości, koronował go na współcesarza. Koronacja miała miejsce w Boże Narodzenie 1258 lub 1 stycznia 1259.

## Panowanie w cesarstwie

### Początki rządów
Michał konsekwentnie budował swoją pozycję, pozyskując poparcie duchowieństwa (w tym mnichów), arystokracji i wojska. Dzięki umiejętnej polityce był także popularny wśród zwykłego ludu. Odsuwał także Jana IV od sprawowania władzy. Poza tym prowadził udane kampanie wojenne i umacniał pozycję Cesarstwa w tym regionie świata.
Cesarstwo było ostatnim spadkobiercą Bizancjum, więc siłom zaangażowanym po stronie łacinników zależało na jego likwidacji. Przeciwko Cesarstwu skupiła się koalicja, której organizatorem był król Sycylii Manfred, mający po swej stronie Cesarstwo Łacińskie, Despotat Epiru, Księstwo Achai i Królestwo Serbii. Do starcia doszło jesienią 1259 pod Pelagonią na Równinie Pelagońskiej. Michał wyszedł z niego obronną ręką. Umocnił tym samym swoją pozycję w rejonie Morza Egejskiego. Uzyskał dla Cesarstwa kilka ważnych miast na Peloponezie, w tym – słynną później z pielęgnowania kultury bizantyjskiej – Mistrę. Ciągle jednak zagrażała mu Wenecja, przeciw której jednak zawarł sojusz z Genueńczykami. Otworzyło mu to drogę do zdobycia Konstantynopola. Mając okazję przejęcia Konstantynopola, kazał oślepić młodego Jana IV i zrzucił go z tronu, kończąc w ten sposób rządy dynastii Laskarysów.

### Zdobycie Konstantynopola

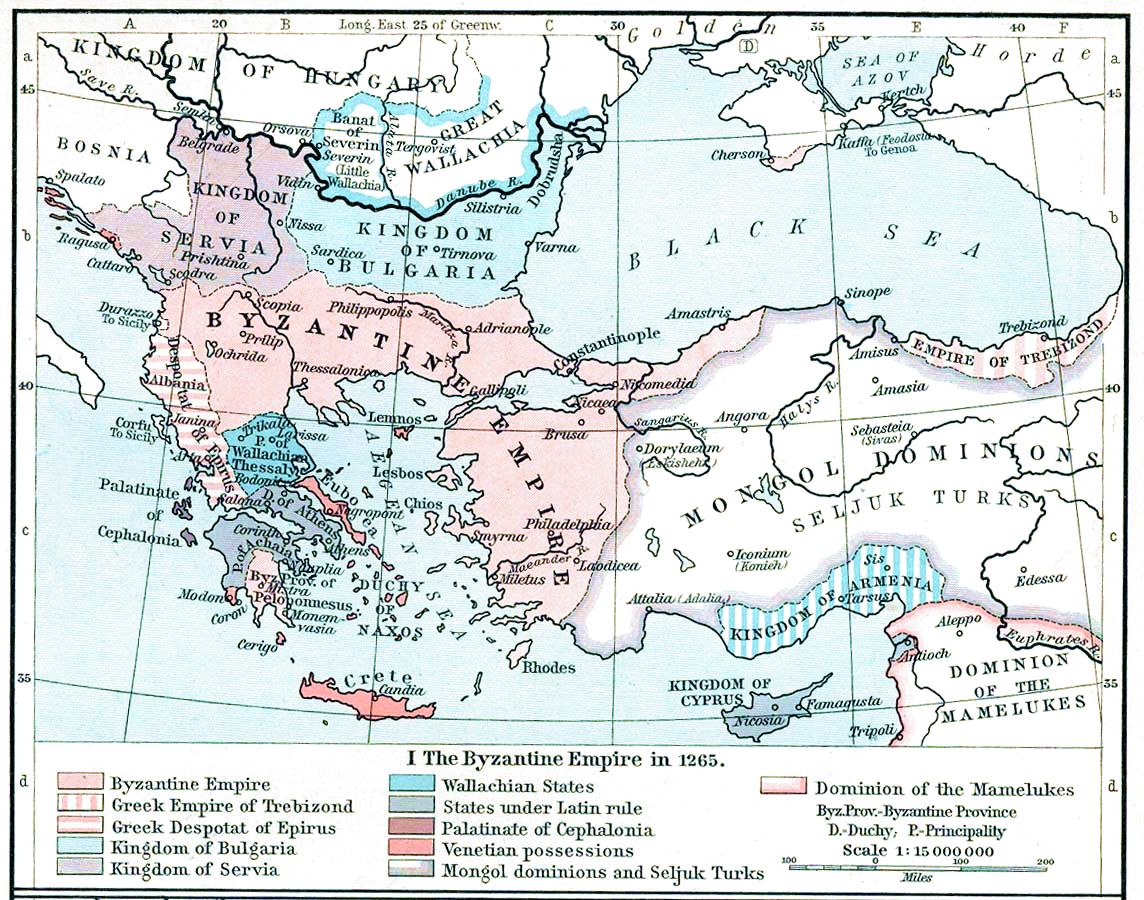
Imperium Bizantyńskie w 1265 (William R. Shepherd, Historical Atlas, 1911)

Opanowanie historycznej stolicy Cesarstwa było łatwiejsze niż mogło się wydawać. Jeden z dowódców cesarza, wykorzystując brak garnizonu, 25 lipca 1261 wkroczył do Konstantynopola. Michał przybył do stolicy 15 sierpnia i koronował się na cesarza bizantyńskiego, odnawiając tym samym państwo na kolejne 200 lat. Symboliczny był fakt, że Michałowi towarzyszył jego syn Andronik, a nie odsunięty od władzy Jan IV. Michał zdobycie stolicy Bizancjum przypisał sobie, zwiększając swoją popularność. Nie głosił przecież, że działa w imieniu prawowitego władcy – Jana IV.

### Obrona Cesarstwa
Obalenie Jana IV ściągnęło na Michała klątwę rzuconą przez patriarchę Arseniusza. Wtedy Michał zwołał synod, który zdjął Arseniusza z urzędu. Jednak jego następca, German, także nie chciał ulec żądaniom Michała, więc nie chcąc się narażać ustąpił ze stanowiska. Dopiero kolejny biskup, Józef, w 1266 udzielił Michałowi rozgrzeszenia i zdjął z niego klątwę.
Mimo że łacinnicy utracili Konstantynopol, nie zamierzali odpuścić w walce o katolickie cesarstwo wschodnie. Po ich stronie stanęli wrodzy Bizantyńczykom władcy Sycylii. Michał natomiast planował odbicie dawnych ziem Cesarstwa Wschodniorzymskiego, m.in. Epiru, Bułgarii, Serbii. Musiał także układać sobie stosunki z potęgami morskimi zainteresowanymi basenem Morza Egejskiego – Wenecją i Genuą.

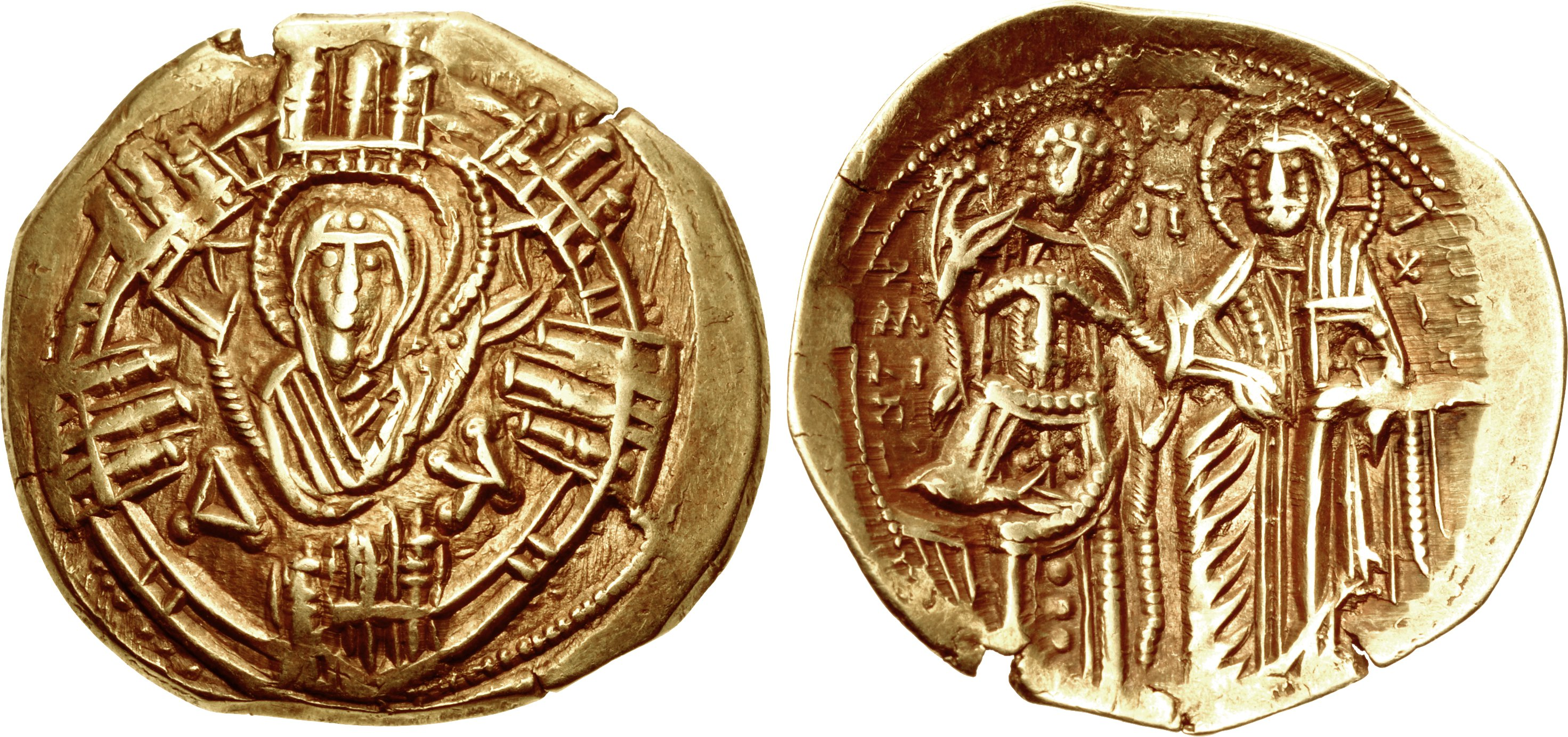
Złoty Hyperpyron Michała VIII przedstawia Matkę Bożą otoczoną murami z sześcioma wieżami (po prawej) i cesarza klęczącego przed Archaniołem Michałem. Wybity z okazji odbicia Konstantynopola.

W 1262 Bizantyńczykom udało się pokonać koalicję księstwa Achai, despotatu Epiru oraz Wenecji. Podporządkowali sobie despotat Epiru, odebrali Wenecjanom wyspy na Morzu Egejskim oraz zaatakowali księcia Achai, Wilhelma II Villehardouina. Najwięcej problemów sprawiał Karol I Andegaweński, władca Sycylii od 1266. Władca ten był gorliwym stronnikiem odbudowania Cesarstwa Łacińskiego. Przez kilkanaście lat swojego panowania skupiał się na organizowaniu kolejnych koalicji antybizantyńskich. W 1267 zawarł przymierze z Baldwinem II, do którego dołączyli Książę Achai, car Bułgarii i król Serbii. Umowa dotyczyła wspólnego prowadzenia walk przeciwko Bizantyńczykom oraz dokonania podziału zdobytych ziem. W 1270 Karol I był gotowy do wyruszenia, ale sztorm zniszczył jego flotę.
W międzyczasie Michał zwrócił się do papieża Klemensa IV o gotowość do rozpoczęcia rokowań w sprawie unii kościołów. To na jakiś czas oddaliło groźbę sprzymierzenia się sił zachodu przeciwko Bizancjum. Cesarz zwracał się także do brata Karola, Ludwika IX Świętego, o zawarcie pokoju. Ludwik IX przekonywał swojego brata do udziału we francuskiej krucjacie przeciw Arabom, co na jakiś czas zajęło siły Andegaweńczyka. Jednak Ludwik IX zmarł właśnie w 1270.

### Unia lyońska

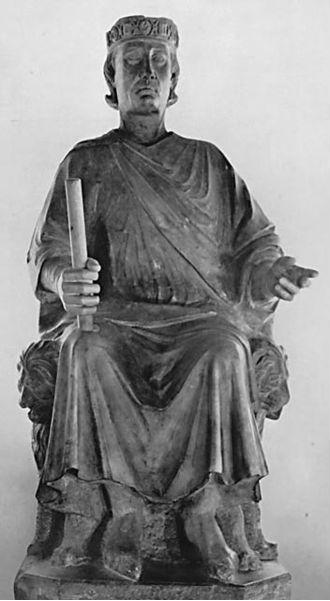
Karol I Andegaweński największy przeciwnik Michała VIII i główny przeciwnik Unii Lyońskiej.

W 1273 Karol znów zjednoczył wrogów cesarstwa, tym chętniej, że szykował ślub swej córki Beatrycze z Filipem I, synem Baldwina II. Wtedy Michał VIII Paleolog na żądanie Grzegorza X zgodził się na podpisanie unii między Kościołami. Zawarto ją 6 lipca 1274 na drugim soborze lyońskim. Spowodowało to, że papież wycofał swoje poparcie dla polityki Karola I.
Unia jednak nie zdobyła poparcia ani na Zachodzie, ani na Wschodzie, więc nowy papież Marcin IV zerwał ją i w latach 1281 i 1282 potępił Michała VIII. Porozumienie między Kościołami przetrwało tylko 7 lat i to tylko formalnie, jednak było swego rodzaju przykładem ekumenizmu. Unia naraziła Michała na utratę popularności wśród kleru i mnichów. Doprowadziła do konfliktu z patriarchą Józefem, który przecież uprzednio zdjął z niego klątwę patriarchy Arseniusza. Przeciwko Michałowi wystąpili nawet członkowie jego rodziny, z siostrą Ireną (Eulogią) na czele. Michał znowu został obłożony klątwą przez Kościół grecki. Chcąc utrzymać unię, usunął z tronu patriarszego patriarchę Józefa I Galezjotesa oraz powołał Jana Bekkosa – wtedy przeciwnicy unii przyjęli miano „arsenitów” (od poprzedniego patriarchy Arseniusza).

## Koniec rządów

### Zwycięstwo nad Karolem I Andegawenem

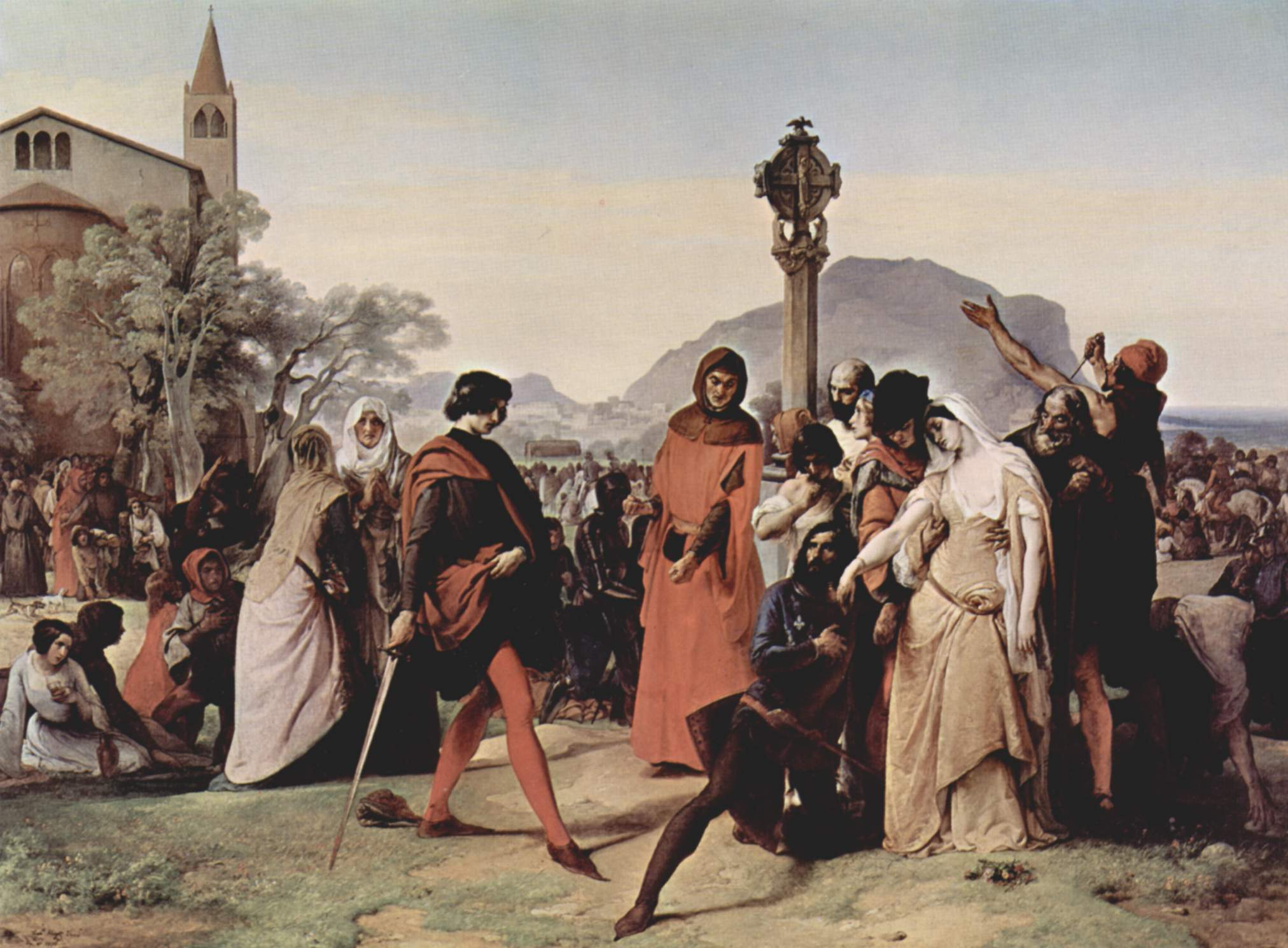
Nieszpory Sycylijskie, Francesco Hayez (1846).

Trudności w rządach pogłębiały się tym bardziej, że Karol I szykował kolejną wyprawę, a Michał nie mógł liczyć na liczne wystąpienie po swojej stronie własnych poddanych. W lipcu 1281 w Orvieto Karol pod patronatem papiestwa zawarł koalicję z łacinnikami, Serbami, Bułgarami, Wenecją. Wydawało się, że Bizancjum było skazane na porażkę, a jednak Michał znalazł wyjście i z tej sytuacji – skorzystał z floty aragońskiej, którą współfinansował już od dłuższego czasu. Razem z Piotrem III Aragońskim przygotował tak zwane nieszpory sycylijskie w wyczerpanej ciągłymi wojnami Sycylii, które pozbawiły władzy Karola. Jednocześnie wojska Karola I zostały pokonane pod twierdzą Berat przez Hugona Rousseau z Sully. Sycylia i jej posiadłości trafiły w ręce Aragonii, a największy wróg Cesarstwa Bizantyńskiego został pokonany. Karol uciekł do Francji i ostatecznie zrezygnował z planów odbudowy państwa łacinników. Wydarzenia te pokazały mistrzowskie opanowanie przez Michała sztuki dyplomacji.
Korzystał z tego także na innych frontach. Wykorzystał rywalizację między Genuą a Wenecją. Przeciwko Bułgarom porozumiał się z Tatarami, a za chana Nogaja wydał nawet swoją nieślubną córkę Eufrozynę. Z Węgrami sprzymierzył się przeciwko Serbom i ożenił swego syna Andronika II z Anną, córką króla węgierskiego Stefana V. Zawarł sojusz z sułtanem Egiptu oraz korzystał z pomocy Tatarów ze Złotej Ordy, którzy wyznawali wiarę chrześcijańską (tak zwanych turkopolów).

### Schyłek życia
Michał, mimo że wielokrotnie uratował dziedzictwo Bizancjum, utracił szacunek jego mieszkańców i nigdy go już nie odzyskał. Najbardziej niepopularna wśród ludu była jego chęć jednoczenia Kościołów – szczera lub wymuszona. Odsunęła się od niego rodzina, a jego ciało pochowano podobno bez uroczystości religijnych. Mimo to zapewnił tron swemu synowi, koronując go w 1272 na współcesarza oraz potwierdzając to przed zgonem 11 grudnia 1282. Dzięki temu Bizancjum uniknęło wojny o tron po jego śmierci.

## Potomstwo

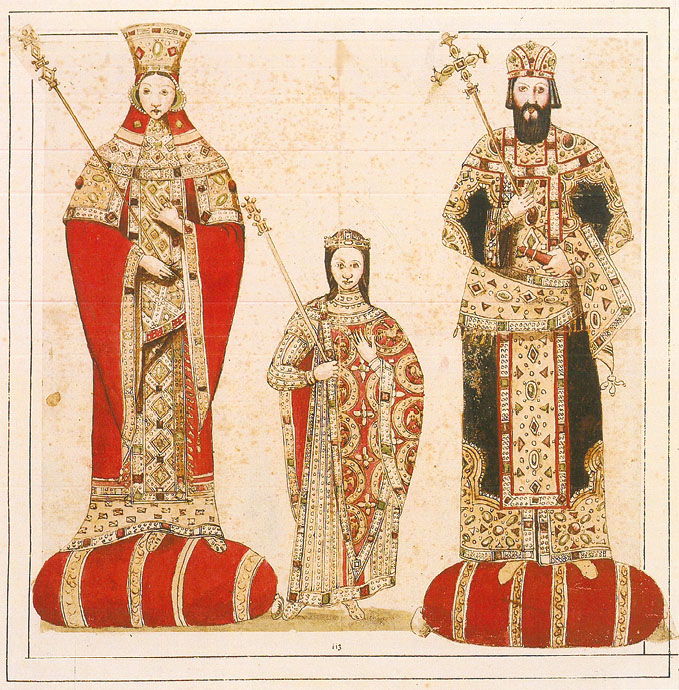
Reprodukcja zaginionej bizantyńskiej z monastyru w Mistrze przedstawiająca Michała VIII (po prawej) z żoną Teodorą (po lewej) i synem Konstantynem (pośrodku)

Michał VIII z Teodorą Watatzes doczekał się siedmiorga dzieci:
- Andronik II Paleolog zwany Starszym (1259/1260–1332), cesarz Bizancjum w latach 1282–1328
- Irena Paleologina, zamężna z Iwanem Asenem III, carem Bułgarów
- Anna Paleologina, zamężna z Demetriuszem Koutroulesem, synem Michała II Angelosa, despoty Epiru
- Konstantyn Paleolog
- Eudokia Paleologina († 1302), zamężna z Janem II Komnenem, cesarzem Trapezuntu
- Teodora Paleologina, zamężna z Dawidem VI, królem Gruzji
- Teodor Paleolog.

Miał też dwie córki ze związku pozamałżeńskiego:
- Eufrozyna Paleologini, zamężna (od 1266) z Nogajem, wodzem Mongołów, emirem Złotej Ordy, prawnukiem Czyngis-chana
- Maria Paleologini, zamężna (od 1265) z Abaką, mongolskim ilchanem Persji (1265–1282).